# 利发盛镇
利发盛镇，是中华人民共和国吉林省松原市长岭县下辖的一个乡镇级行政单位。

## 行政区划
利发盛镇下辖以下地区：
胜利村、双庙子村、兴盛村、四家子村、苏家粉房村、建设村、王坨子村和吴家窝堡村。